# 三井ちさと
三井 ちさと（みつい ちさと、8月31日-）は、オフィス三井に所属する日本のフリーアナウンサーである。

## 来歴
1998年に読売ジャイアンツのマスコットガール「東京読売巨人軍ファイヤーガール」、2001年に同「東京読売巨人軍チーム・ジャビッツ21」 を務め、当時の名前は逸見千里。2001年はリーダーを務める。
他に司会やリポーター、パーソナリティのほか、テレビTBS系『中居正広の金曜日のスマたちへ』に出演経験あり。ドラマや舞台にも出演したり、モデル業も行うなど多岐にわたる。
2008年8月には、アイドルやダンサー、アナウンサーなど経験した三十代の女性5人によるエンタメ集団『完熟娘。』を結成し、2008年10月27日に結成初のライブを開催している。
2016年6月1日より、個人事業主として『オフィス三井』をスタート。所属していた JOY STAFF を退社。
2016年7月9日に、初ワンマンライブ『三井ちさと 昭和歌謡ワンマンライブ』を新井薬師 BAR 894 BASE にて開催。
2016年8月31日に、三井ちさと 誕生日ライブ【夏の夜の夢！〜夏はまだまだ終わらない！みんなでわいわい盛り上がっちゃいましょう〜ライブパーティ♪〜♪】カフェド・エチゴヤにて開催。
2016年12月21日に、三井ちさと【2016年クリスマス＆忘年会ライブ】カフェド・エチゴヤにて開催。
2017年3月3日　三井ちさとオリジナル曲　待望のファーストシングル『ダイヤモンド c/w れっつ すてっぷ♪』 が3/3発売。

## 現在の活動
- 『読売巨人軍・さわやか野球教室　三井ちさと司会』　2004年〜現在
- 『オリジナル曲、昭和歌謡＆ポップスを織り交ぜ歌のライブショー』を展開中
- 『司会・歌手・講演・その他関連するもの』

## 出演
テレビ
- 『ものしりクイズ こあらDEポン!』 <JCNコアラ葛飾>
- 『街角スケッチ』 <JCNコアラ葛飾>
- 『解体新ショー』 <NHK> 2007年4月4日～2009年3月13日　土曜日 22:00～22:29
- 『すぎナビ!』 <J:COM東京>
- 『パチンコ★パチスロTV！「スロ魂　BITAOSHI　ダッシュ』　<スカパー!759ch>
- 『大都会の遊び方』 TVレポーター　<テレビ朝日系>
- 『はるちゃん3』　<東海テレビ・CX>
- 『スタイル！』<テレビ朝日>
- 『中居正広の金曜日のスマたちへ』<TBSテレビ>
- 『第94回 欽ちゃんの仮装大賞　(エスコートガール)』[4]　<日本テレビ>

映画・舞台
- 『釣王（フィッシィングキング）1・2』映画
- 『カバーガール（Angel Night）』
- 『Dear Mellow〜あの夏の日』舞台

ラジオ
- 『水野雄仁の巨人王国』<RFラジオ日本>
- 『ブロードバンド　チャンネルP レギュラー』<ニッポン放送>

DJ・場内アナウンス・キャスター
- 『2008年 F1日本グランプリ　速報キャスター』（富士スピードウェイ・サテライトスタジオ）
- 『Jリーグ大宮アルディージャスタジアムDJ』
- 『欽ちゃん球団・茨城ゴールデンゴールズ 場内アナウンス』

イベント・トークショー司会
- 『2009 F1グランプリ　パブリックビューイング』（Pit-FM F1 Meeting〜in 六本木　F1 PIT STOP CAFE〜）
- 『2016 F1グランプリ　パブリックビューイング』（新井薬師 BAR 894 BASE)
- 『F1解説者　川井一仁　川井ちゃんおしゃべり会』
- 『ブリヂストン・MS・MCタイヤ開発本部長　浜島裕英 トークショー』
- 『大宮アルディージャ　ふれあいトークショー』他、多数。